# Wilhelm Backhaus
Wilhelm Backhaus (Leipzig, 26 de março de 1884 – Villach, 5 de julho de 1969) foi um pianista e professor alemão.

## Biografia
Estudou no Conservatório de Leipzig com Alois Reckendorf até 1899, passando depois a tomar lições particulares com Eugen d'Albert em Frankfurt. Com 16 anos já dava seu primeiro concerto. Em 1905 venceu o Concurso Anton Rubinstein, ficando em segundo lugar Béla Bartók. Em 1930 fixou residência em Lugano e se tornou cidadão suíço. Suas habilidades técnicas ao piano se tornaram legendárias, e em certa ocasião, encontrando o piano desafinado um semitom abaixo durante os ensaios para o Concerto em lá menor de Grieg, executou-o em transposição para si bemol menor, e no concerto oficial, depois de afinado o instrumento, o tocou na tonalidade correta.
Backhaus viajou extensamente como concertista , e se tornou conhecido por suas interpretações da música romântica, sendo especialmente apreciado como camerista, com uma técnica clara e objetiva, mas não desprovida de sensibilidade. Foi um dos primeiros músicos a fazer registros gravados, e depois disso deixou grande quantidade de gravações. Gravou a obra pianística quase completa de Beethoven, incluindo duas versões do ciclo inteiro das sonatas, e muitas peças de Mozart, Chopin e Brahms. Suas gravações dos Estudos de Chopin são até hoje uma referência.
Está sepultado no Cemitério Melaten.